# Cornechiniscus cornutus
Cornechiniscus cornutus är en djurart som tillhör fylumet trögkrypare, och som först beskrevs av Ferdinand Richters 1906.  Cornechiniscus cornutus ingår i släktet Cornechiniscus och familjen Echiniscidae. Inga underarter finns listade i Catalogue of Life.